# Quatrième Internationale (lambertiste)
La Quatrième Internationale est identifiée par sa revue théorique La Vérité (fondée par Trotsky en 1929), et plonge ses racines dans le « Centre International de Reconstruction de la Quatrième Internationale » créé en 1981 par Pierre Lambert et ses camarades qui pensaient que l'évolution de la Quatrième Internationale après la Seconde Guerre mondiale, sous la direction de Michel Pablo et Ernest Mandel, avait emmené celle-ci bien loin des idées de son fondateur, Léon Trotsky. 
En effet, ils refusèrent en 1951 l'entrisme à l'intérieur des partis staliniens, prônée alors par la direction de la Quatrième Internationale (Michel Pablo, Ernest Mandel) qui considérait que la victoire de la bureaucratie stalinienne était imminente,. Exclus, ils vont être rejoints par l'anglais Gerry Healy (SLL), et l'américain James P. Cannon (SWP),, pour créer le Comité International de la Quatrième Internationale (CIQI). La Quatrième Internationale explose dans toutes les sections où Michel Pablo tente de faire appliquer sa ligne d'entrisme dans les organisations staliniennes.
Ils ont maintenu cette opposition lors de la réconciliation de 1963 entre une partie du CIQI, notamment la majorité du parti américain de James Cannon, et la tendance Mandel. Ils précisent que sans revenir sur les fondements de la scission en discutant sur leur origine politique, cette réunification amènera de nouvelles scissions.  
Ils se sont séparés du CIQI, où l'influence de Gerry Healy était très forte et où les désaccords commencent à se montrer en 1972.
Selon Lambert et ses camarades, la Quatrième Internationale devait être de fait reconstruite sur la base de son programme initial, et en amorçant la discussion avec les partis se réclamant du trotskysme sur le bilan du « pablisme » au sein de la  Quatrième Internationale - Secrétariat unifié reproclamée en 1963, qui connait de graves crises à la fin des années 1970.   
Pour s'y atteler, les sections alliées à l'Organisation Communiste Internationaliste ont constitué le Comité d'Organisation et de Reconstruction de la Quatrième Internationale (CORQI). Après des avancées et des reculs, le CORQI fusionne, en 1979, avec deux courants venant d'être exclus de la Quatrième Internationale - Secrétariat unifié par Ernest Mandel, Pierre Frank, Daniel Bensaïd et Alain Krivine :  la « Fraction bolchévique » de Nahuel Moreno (dirigeant argentin) et la « Tendance léniniste-trotskiste » (représentant environ un tiers des militants de la Ligue communiste révolutionnaire en France) dirigée par Joseph Hansen (mort juste avant l’événement) au sein du SWP américain, créant ainsi le Comité Internationale-Quatrième Internationale. Moreno et une partie de la Fraction bolchevique va rompre brutalement avec Lambert à la suite de la décision de l'OCI d'appeler à voter François Mitterrand en 1981. Le CI-QI devient le Centre International de Reconstruction de la Quatrième Internationale et fait de La Vérité son organe théorique.        
En juin 1993 à Paris, une conférence mondiale de 44 sections du Centre International de Reconstruction de la Quatrième Internationale proclament la Quatrième Internationale sur les bases d'un de ses documents fondateurs : Le Programme de transition, de longues discussions entre chaque section qui sont présentées dans La Vérité no 5 (nouvelle série, no 611) et le constat que « les forces productives ont cessé de croître », ce qui ouvre, selon eux, la perspective de la révolution socialiste en affirmant que le capitalisme n'est plus en mesure de satisfaire les besoins de l'Humanité, contrairement à la Quatrième Internationale - Secrétariat unifié qui prône un certain déploiement dans les mouvements altermondialistes (réforme du capitalisme). Cette internationale est, par le nombre de ses sections et de ses adhérents, la seconde plus large organisation trotskiste sur le plan international, après la Quatrième Internationale - Secrétariat unifié.
Par ailleurs, elle construit un regroupement international plus large : L'Entente Internationale des Travailleurs et des Peuples, au travers des différentes conférences mondiales ouvrières qu'elle tient avec des militants et organisations non-trotskistes, pour regrouper des militants et des organisations ouvrières de toutes tendances pour « préserver l'indépendance des organisations ouvrières », « respecter les conventions de l'OIT » et « mener des campagnes contre la dette, le FMI et contre la répression syndicale à travers le monde ». Elle est présente dans plus de 54 pays et est coordonnée par le Parti ouvrier indépendant (POI, France) et le PT (Algérie). Car selon ce courant trotskiste, la construction de la Quatrième Internationale ne peut se faire que dans le cadre de la défense des acquis ouvriers et démocratiques et par une discussion rapprochée et organisée avec des courants divers du mouvement ouvrier et que la construction de la Quatrième Internationale ne se fera pas que par le regroupement de trotskistes issus des crises et de scissions d'autres organisations s'en revendiquant, mais aussi par la discussion avec d'autres organisations du mouvement ouvrier se rapprochant du programme de transition. Comme en témoigne par exemple la construction de partis ouvriers indépendants (avec différents courants organisés en leur sein) proposant des plates-formes politiques de revendications immédiates qui permettent de déployer les mots d'ordre du programme de transition sans toutefois perdre le cadre organisé de la Quatrième Internationale. Ces plates-formes politiques généralement s'appuient sur la défense des droits démocratiques, la défense de l'indépendance des organisations syndicales et la défense des conquêtes historiques du mouvement ouvrier.    
Actuellement, la Quatrième Internationale (dite « lambertiste » ou « reproclamée ») est représentée en France par le « Courant Communiste Internationaliste » du Parti ouvrier indépendant ainsi que par la « Tendance Communiste Internationaliste » du Parti des Travailleurs (ex-POID, issu d'une scission avec le POI). 
Aussi, il est intéressant de noter qu'aucun membre de cette Internationale ne revendique l'appellation de « lambertiste » et rejette même cette étiquette.

## Organisations membres de la Quatrième Internationale
Aucune information sur les organisations membres n'est disponible ni dans les médias, ni sur un quelconque site en propre dont disposerait l'organisation. Jean Dugenêt note ainsi sur Mediapart que « Ils [le POI] ne nous disent pas où et quand ils ont tenu leur dernier congrès. Nous ignorons aussi le nom des partis qui constituent les autres sections. Nous ignorons surtout s’il y en a vraiment. Nous savons seulement qu’ils ont toujours un lien avec l'organisation algérienne de Louisa Hanoune [le Parti des travailleurs en Algérie]. » L'organisation ne semblant donc plus avoir de section en dehors de la France et de l'Algérie.